# Alfredo Ellis
Alfredo Ellis (São Paulo, 19 de março de 1850 – 30 de junho de 1925) foi um médico e político brasileiro.

## Vida
Filho do inglês William Ellis e da brasileira Maria do Carmo da Cunha Bueno, licenciou-se em medicina na Universidade da Pensilvânia em 1869, período em que acompanhou a Guerra da Secessão. Era sobrinho da baronesa de Tietê e primo-irmão do senador Rodrigo Augusto da Silva.
Retornou ao Brasil e fixou residência na capital paulista, onde exerceu por muitos anos sua profissão. Casou com sua prima-irmã Sebastiana Eudóxia da Cunha Bueno, filha do visconde de Cunha Bueno, de quem foi sócio em suas fazendas de café.
Republicano histórico do Partido Republicano Paulista, foi deputado federal e senador durante a República Velha (ou Primeira República), assumindo posição em defesa da lavoura  e do desenvolvimento da cafeicultura.
A Cia. Cunha Bueno & Ellis, do senador Alfredo Ellis e do seu tio, sogro e sócio visconde de Cunha Bueno, foi a maior produtora do café tipo exportação do Brasil, entre os anos de 1881 e 1918.
No Victoria and Albert Museum, em Londres, Inglaterra, foi organizada uma exposição com o nome de "Saint Eudóxia Coffee and Room" – salão do Café Santa Eudóxia, como  reconhecimento e homenagem do império britânico, aos senhores das terras brasileiras (Land Lords of Brazil), produtores do café de excelente qualidade.
Dentre os diversos logradouros públicos que receberam o seu nome em cidades brasileiras, a antiga estação ferroviária de Alfredo Ellis, no município de São Carlos, em São Paulo, situava-se em terras pertencentes à Fazenda Santa Eudóxia, de propriedade do político.